# アメリカ合衆国大統領就任宣誓
アメリカ合衆国大統領就任宣誓（アメリカがっしゅうこくだいとうりょうしゅうにんせんせい、英語: oath of office of the president of the United States）は、アメリカ合衆国大統領が就任の際に行う宣誓又は確約である。宣誓の文言はアメリカ合衆国憲法第2条第1節第8項に規定されており、新大統領は、大統領としての権限の行使・公務の執行の前にこの宣誓をしなければならない。この条項では、新大統領に対し「自身の能力の限りを尽くして、合衆国憲法を維持し、保護し、擁護する」ことを宣誓するよう求めている。
大統領就任宣誓の条項は、アメリカ合衆国憲法で定められている3つの宣誓条項のうちの1つであるが、実際の文言が指定されているのは大統領就任宣誓のみである。他の2つは、弾劾裁判に出席する上院議員に対する宣誓を求めた第1条第3項、および連邦議員、各州の議員、連邦・各州の行政官・司法官に対する宣誓を求めた第6条第3項であるが、いずれも文言については規定されていない。

## 規定
原文
Before he enter on the Execution of his Office, he shall take the following Oath or Affirmation:—
"I do solemnly swear (or affirm) that I will faithfully execute the Office of President of the United States, and will to the best of my Ability, preserve, protect and defend the Constitution of the United States."
日本語訳
大統領は、その職務の遂行を開始する前に、次のような宣誓又は確約をしなければならない。「私は合衆国大統領の職務を忠実に遂行し、全力を尽して合衆国憲法を維持、保護、擁護することを厳粛に誓う（又は確約する）」

## 就任式
新たに選出された、または再選された大統領は、選挙の後の1月20日正午から4年間の任期を開始し、任期開始日に行われる就任式で宣誓を行うのが伝統となっている。1月20日が日曜日の場合、当日は非公開で宣誓し、翌1月21日に行われる就任式の場で再度宣誓する。
任期中の大統領が死亡または辞任した場合は、副大統領が速やかに就任宣誓を行い、大統領に就任する。過去に9人の副大統領が、この規定により大統領に昇格している。

## 宣誓の実施

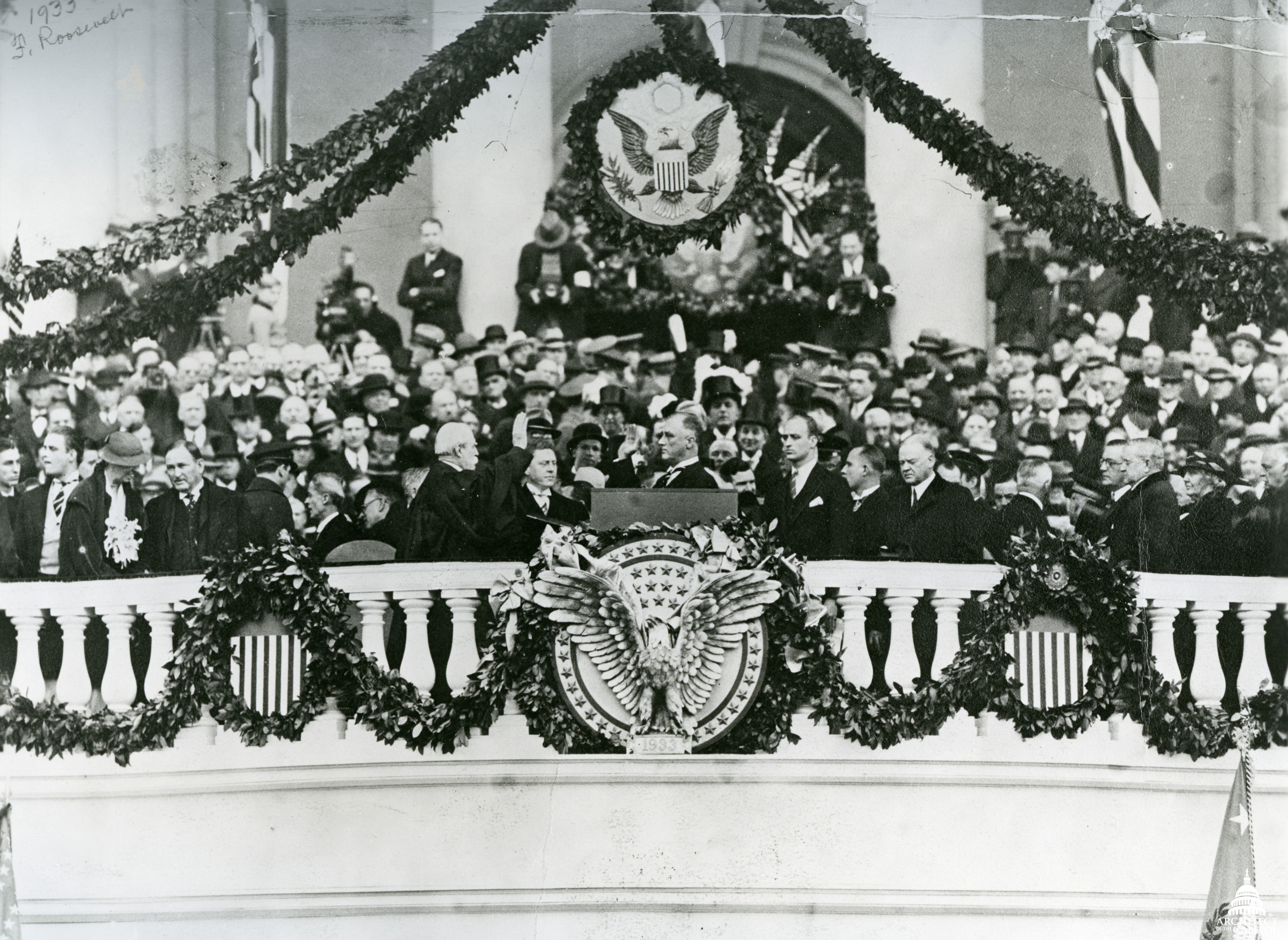
チャールズ・エヴァンズ・ヒューズ最高裁長官に対して宣誓を行うフランクリン・D・ルーズベルト（1933年3月4日、4回の大統領就任式のうち最初のもの）

憲法では、大統領就任宣誓を誰に対して行うかの規定はないが、ジョン・アダムズ以降の大統領（大統領の死亡による副大統領からの昇格を除く）は最高裁主席判事に対して宣誓を行っている。
初代のジョージ・ワシントンは、1789年4月30日に行われた最初の就任式で、ニューヨーク州衡平法裁判所長官のロバート・リビングストンに対して宣誓を行った。
1850年7月10日、ザカリー・テイラー大統領の死に伴いミラード・フィルモア副大統領が大統領に就任した際は、巡回裁判所主任判事のウィリアム・クランチに対して宣誓を行った。
1923年8月2日に遊説中のウォレン・ハーディング大統領が死亡したが、カルビン・クーリッジ副大統領はバーモント州プリマス・ノッチにある実家に帰っていたところだった。翌日未明に大統領の死が知らされ、そのまま実家にて、公証人である父ジョン・カルビン・クーリッジ・シニアに対して就任宣誓を行った。その後、直ちにワシントンD.C.に戻り、最高裁長官ウィリアム・タフトに対して改めて就任宣誓を行っている。
1963年11月22日にジョン・F・ケネディ大統領が暗殺された後、リンドン・ジョンソン副大統領は大統領専用機（エアフォース・ワン）でワシントンD.C.に向かう前に飛行機の中でサラ・T・ヒューズ連邦判事に対して宣誓を行った。女性に対して大統領就任宣誓が行われたのは現在までのところ、これが唯一の例である。過去に大統領宣誓が行われた相手は、最高裁長官が15人（そのうち1人は元大統領でもあるウィリアム・タフト）、最高裁陪席判事が1人、連邦判事が4人、ニューヨーク州判事が2人、公証人が1人である。

### 「確約する」という文言の使用
憲法では、宣誓の文言の「誓う」(swear)を「確約する」(affirm)としても良いとしている。この理由は文書化されていないが、クエーカーなどのキリスト教の一部の宗派が、新約聖書のヤコブの手紙の以下の文言を文字通りに厳格に適用していることと関連があるかもしれない。
さて、わたしの兄弟たちよ。何はともあれ、誓いをしてはならない。天をさしても、地をさしても、あるいは、そのほかのどんな誓いによっても、いっさい誓ってはならない。むしろ、「しかり」を「しかり」とし、「否」を「否」としなさい。そうしないと、あなたがたは、さばきを受けることになる。—ヤコブの手紙 5:12（口語訳聖書による）
過去に就任宣誓で「確約する」という文言を使用したのは、フランクリン・ピアースのみである。この他、クエーカー教徒のハーバート・フーヴァーが「確約する」という文言を使ったとされることが多いが、宣誓の様子を撮影したニュースフィルムによれば、「誓う」という文言を使用していた。同じくクエーカー教徒のリチャード・ニクソンも「誓う」と言っていた。

### 宣誓の形式
就任宣誓には2つの形式がある。
第1の形式は、現在では使われていないもので、司式者が憲法に規定される宣誓を、"Do you, George Washington, solemnly swear ..."（あなた、ジョージ・ワシントンは……を厳粛に誓いますか?）のように、一人称を二人称に変えた疑問形で述べ、宣誓者は"I do."（そうします）または"I swear."（誓います）のように肯定する。少なくとも20世紀初頭までは、この方法が一般的だったと考えられている。1881年の『ニューヨーク・タイムズ』の記事によれば、チェスター・A・アーサーは"I will, so help me God"（そうします。神に誓って）と答えたという。1929年の『タイム』誌は、ウィリアム・タフト最高裁長官が「あなた、ハーバート・フーヴァーは、……を厳粛に誓いますか?」と言い、フーヴァーは簡潔に"I do."と答えたと報じている。
現在行われている第2の形式では、司式者が憲法に規定されている通りの文言を一人称のままでフレーズごとに区切って読み上げ、宣誓者はその言葉を復唱する。1933年、フランクリン・ルーズベルトの就任式では、チャールズ・エヴァンス・ヒューズ最高裁長官が宣誓文を読み上げた後、ルーズベルトが同じ文言を復唱した 。1949年のハリー・トルーマンの就任時には、最高裁長官が宣誓の文言を述べ、大統領がその言葉を繰り返した。

## 聖書の使用

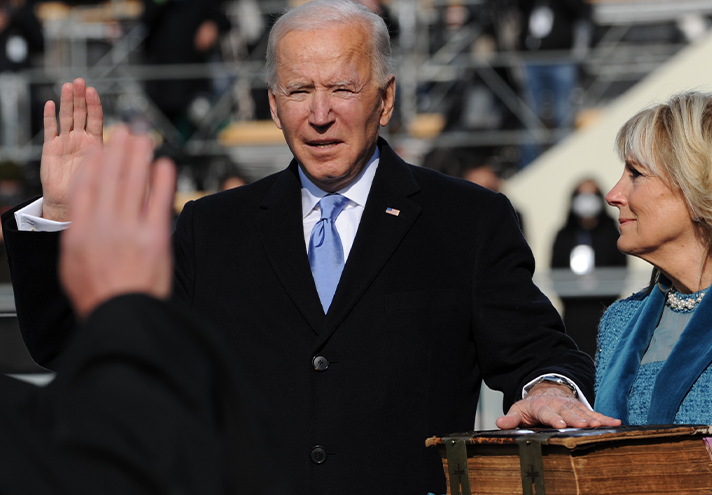
バイデン家に伝わる聖書に手を置いて宣誓をするジョー・バイデン（2021年1月20日）

宣誓者は、宣誓の際に、左手を聖書の上に置き、右手を挙げるのが慣習となっている。1789年、初代大統領ジョージ・ワシントンは、ニューヨークのフリーメイソンのロッジであるセント・ジョンズ第1ロッジから借りた聖書に手を置いて宣誓を行い、その後、その聖書に口づけをした。以降、ハリー・S・トルーマンまでの大統領がこの所作を踏襲した。1953年のドワイト・D・アイゼンハワーは、聖書に口づけする代わりに祈りを捧げた。
1901年のセオドア・ルーズベルトは聖書を使わず、法律書を用いた。ジョン・F・ケネディの暗殺直後に大統領専用機（エアフォース・ワン）の中で宣誓を行ったリンドン・ジョンソンは、飛行機の中にあったカトリックのミサ典書を使用した。ハリー・トルーマン、ドワイト・アイゼンハワー、リチャード・ニクソン、ジョージ・H・W・ブッシュ、バラク・オバマ、ドナルド・トランプは、2冊の聖書を重ねて宣誓した。ジョー・バイデンが使用した革表紙の大きな聖書は、1893年からバイデン家に伝わるものである。

## "So help me God"

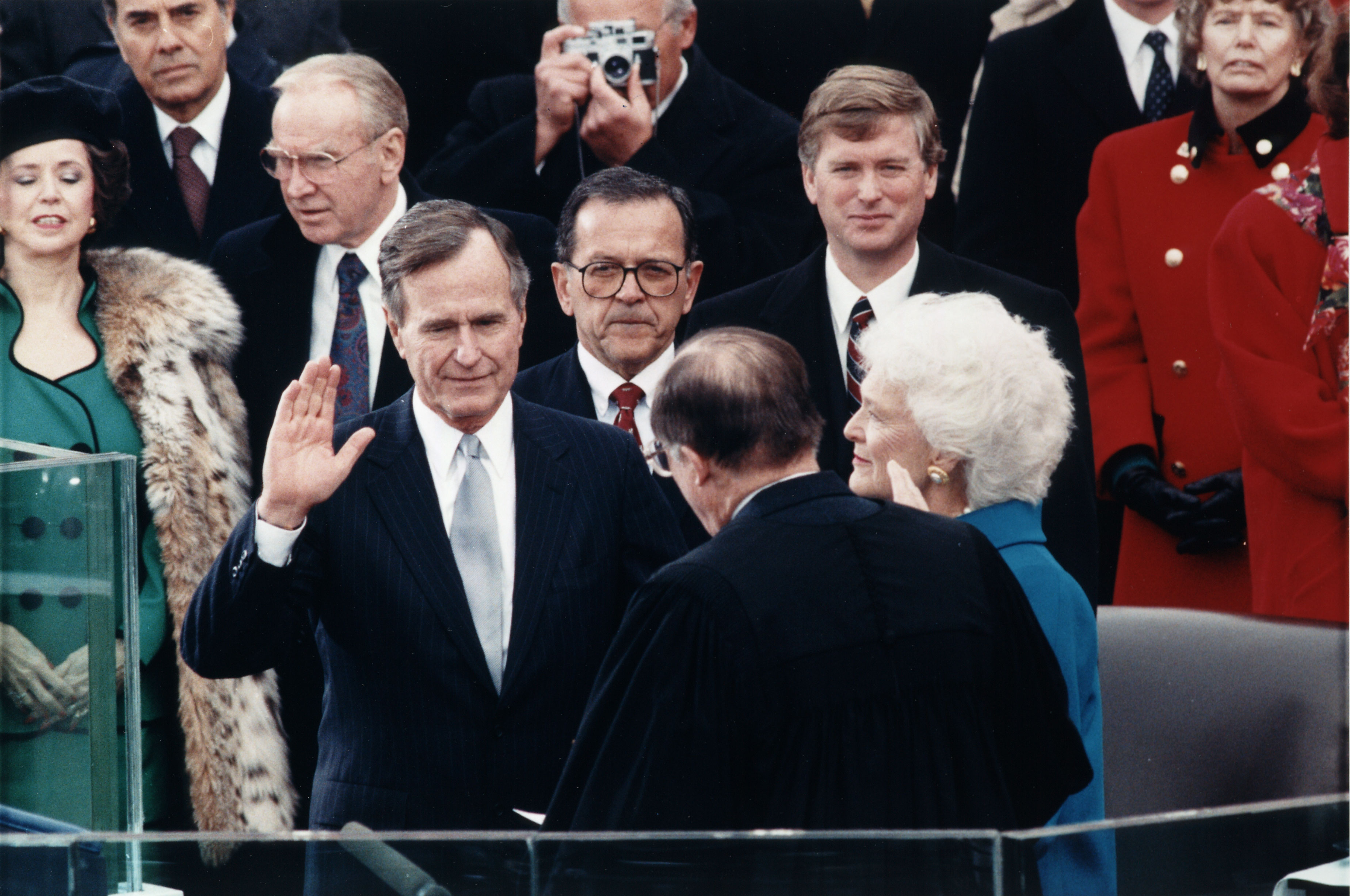
ウィリアム・レンキスト最高裁長官に対して宣誓を行うジョージ・H・W・ブッシュ（1989年1月20日）

アメリカ合衆国議会の第1議会において可決された1789年裁判所法では、大統領を除くアメリカの全ての司法官・行政官の就任宣誓に"So help me God"という文言を入れることを明示的に規定した。この文言は、それ以前にも各州の憲法や 、1776年の第2回大陸会議で定められていた。これらの宣誓にはこの文言が必須である。ただし、同法で宣誓ではなく確約でも良いとしている場合には、この文言を省略することができる。一方で、大統領の就任宣誓は、憲法で文言が規定された唯一の宣誓であるが、憲法には"So help me God"という文言は含まれておらず、また、宣誓ではなく確約でも良いこととしている。しかし実際には、ほとんどの大統領が（確約ではない）宣誓を行い、"So help me God"という文言を最後に加えている。
初代大統領のジョージ・ワシントンが宣誓の際にこの文言を述べたかについては、信頼できる同時代の証言はなく、現在でも議論がある。同時代のワシントンの宣誓に関する唯一の記述は、フランス領事のムスティエ侯爵の報告であるが、これに"So help me God"という文言についての言及はない。ワシントンが"So help me God"と言ったとする最も古い資料は、就任式当時6歳だったワシントン・アーヴィングによる、就任式の60年後に書かれたものである。
1865年のリンカーンの就任式に関するその直後の新聞記事には、リンカーンは宣誓に"So help me God"という文言を加えたとある。同年のリンカーンの死後に書かれた記事でも、リンカーンが宣誓の際に"So help me God"と言ったと書かれている。リンカーンが1861年の就任式でも"So help me God"と言ったとする資料がいくつかあるが、それらは就任式と同時代に作成されたものではない。リンカーンは演説の中で、自分の宣誓は「天に記録されている」(registered in Heaven)と述べたが、これを彼が就任宣誓で"So help me God"と言ったとする根拠とする者もいる。一方で、長老派の牧師A・M・ミリガンは、リンカーンに就任式の際に神に誓うよう求める手紙が送られ、リンカーンは「憲法に神の名はないので、（憲法に規定される）文言から離れることはできない」と返信したと述べている。

## 宣誓の誤り

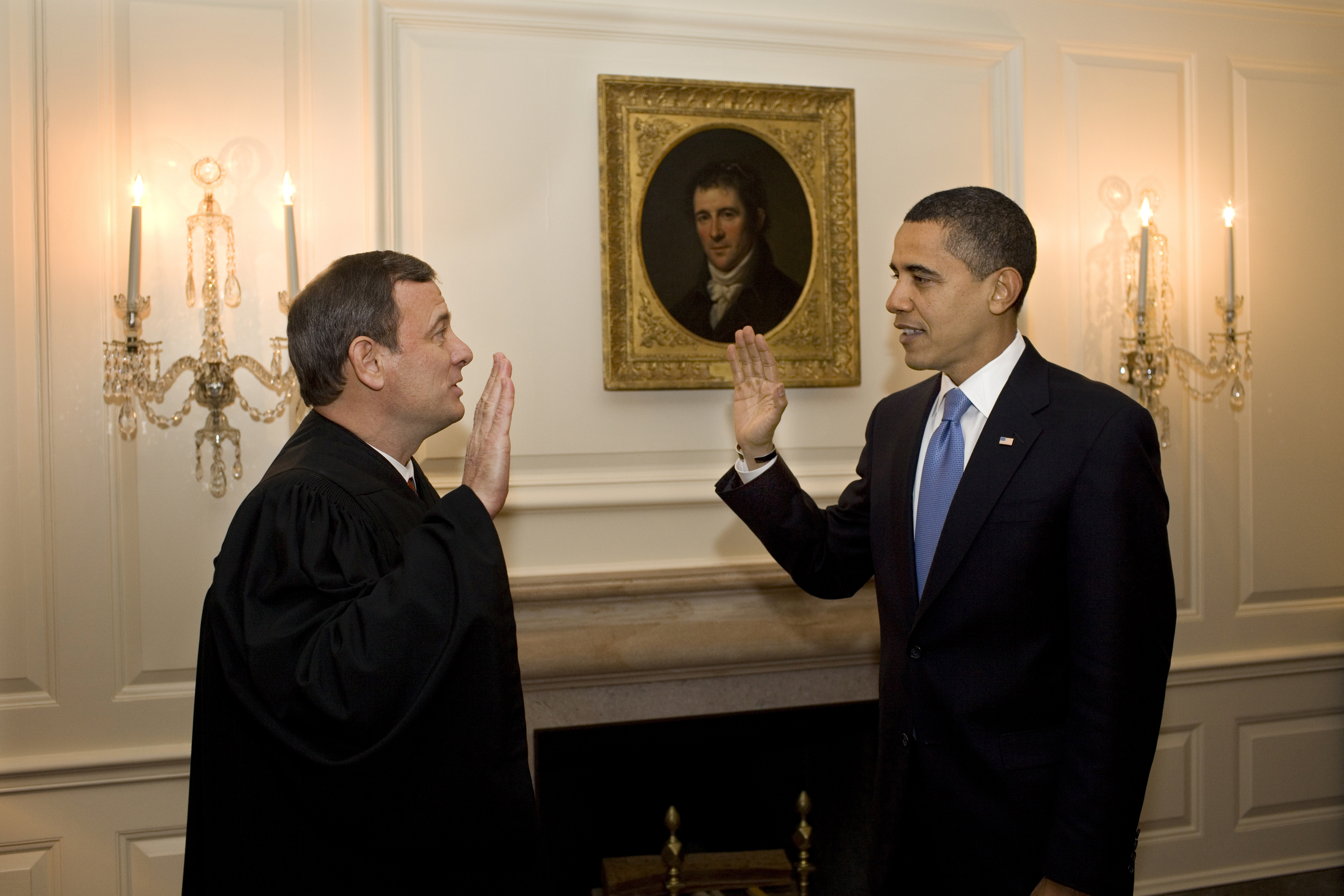
ジョン・ロバーツ最高裁長官に対して宣誓のやり直しを行うバラク・オバマ（2009年1月21日）

- 1909年、ウィリアム・タフト大統領が宣誓した際、メルヴィル・フラー（英語版）最高裁判事は宣誓文を誤って読み上げたが、当時はその誤りは公表されなかった。その20年後の1929年のハーバート・フーヴァーの就任宣誓（後述）の際、最高裁長官となっていたタフトは同様の誤りを犯した。後にタフトは、「私がフラー最高裁長官に対して大統領就任宣誓をしたとき、彼は同じようなミスを犯した。しかし、無線機がなかった当時、それが分かったのは私が宣誓した上院議場にいた者だけだった」と書いている[15]。
- 1929年のハーバート・フーヴァー大統領の就任宣誓において、ウィリアム・タフト最高裁長官は、"preserve, maintain, and defend the constitution"（合衆国憲法を維持、保護、擁護すること）と言うべき所を"preserve, protect, and defend"と言ってしまった。後に、タフトは誤りを認めたが、フーヴァーは、それは重大な誤りではないとして宣誓のやり直しをしなかった[15][41][42]。
- 1945年に大統領に就任したハリー・S・トルーマンのミドルネームは単に"S"のみであり、これは何かの略ではない。しかし、ホワイトハウスの閣議室で行われた大統領就任宣誓において、ハーラン・ストーン最高裁長官は、トルーマンのフルネームを誤って「私、ハリー・シップ・トルーマンは……」(I, Harry Shipp Truman, ...)と宣誓文を読み上げてしまった。トルーマンはそのまま復唱せず、「私、ハリー・S・トルーマンは……」(I, Harry S Truman, ...)と宣誓文を始めた[43]。
- 1953年のドワイト・D・アイゼンハワーの1回目の就任式で、フレデリック・ヴィンソン最高裁長官が正しく読み上げたにもかかわらず、アイゼンハワーは"the office of President of the United States"いう部分を"the office of the President of the United States"と、憲法の原文にはない"the"を入れて読んだ。1957年の2期目の就任式でも、アール・ウォーレン最高裁長官は正しく読んだが、アイゼンハワーは4年前と同じ間違いをした。
- 1965年のリンドン・ジョンソンの2期目の就任式で、アール・ウォーレン最高裁長官は、"the Office of the Presidency of the United States"と誤って読み上げた[44]。
- 1973年のリチャード・ニクソンの2期目の就任式で、ニクソンは"preserve and protect, and defend"と"and"を1つ余計に読み上げた。最初の就任式では、ニクソンは間違えなかった。
- 2009年のバラク・オバマの就任式で、ジョン・ロバーツ最高裁長官は"That I will execute the Office of President to the United States faithfully"と誤って読み上げた。オバマは"execute"まで復唱した所で止め、ロバーツが訂正するのを待った。ロバーツは、オバマの"execute"に続いて"faithfully"と言ったため、"execute faithfully"となり、これも間違っていた。その後、オバマは、ロバーツが最初に言った通りに、"United States"の後に"faithfully"と言った[45][46]。翌日、ホワイトハウス内でロバーツの立ち会いにより宣誓をやり直した[47][48]。

## 大統領就任宣誓の一覧
1789年に初代大統領が就任して以来、4年間の新しい任期の始まりに行われる就任宣誓は59回行われ、現職大統領の死亡または辞任に伴う副大統領の昇格に伴う就任宣誓は9回行われた。2021年のジョー・バイデンの就任時点で、大統領宣誓は45人の人物によって76回行われた。この人数と宣誓回数のずれは、以下の3つの要因による。
- 宣誓は任期ごとに行うので、複数回宣誓を行った人物がいるため。
- 就任日が日曜日の場合に、当日に仮に宣誓を行い、翌日に正式な就任式で再度宣誓を行うため。
- 憲法の宣誓の規定を遵守するために、やり直しをしたため。

| 日付                      | 公開の有無 | 出来事                                       | 場所                                                               | 宣誓した相手                                                         |
| ------------------------- | ---------- | -------------------------------------------- | ------------------------------------------------------------------ | -------------------------------------------------------------------- |
| 1789年4月30日 （木曜日）  | 公開       | ジョージ・ワシントンの1回目の就任式          | ニューヨーク州ニューヨーク フェデラル・ホール フロント・バルコニー | ロバート・リビングストン ニューヨーク州衡平法裁判所長官              |
| 1793年3月4日 （月曜日）   | 公開       | ジョージ・ワシントンの2回目の就任式          | ペンシルベニア州フィラデルフィア コングレス・ホール 上院議場       | ウィリアム・クッシング 連邦最高裁判所陪席判事                        |
| 1797年3月4日 （土曜日）   | 公開       | ジョン・アダムズの就任式                     | コングレス・ホール 下院議場                                        | オリバー・エルスワース 最高裁判所長官                                |
| 1801年3月4日 （水曜日）   | 公開       | トーマス・ジェファーソンの1回目の就任式      | ワシントンD.C. 合衆国議会議事堂 旧上院議場                         | ジョン・マーシャル 最高裁判所長官                                    |
| 1805年3月4日 （月曜日）   | 公開       | トーマス・ジェファーソンの2回目の就任式      | 合衆国議会議事堂 上院議場                                          | ジョン・マーシャル 最高裁判所長官                                    |
| 1809年3月4日 （土曜日）   | 公開       | ジェームズ・マディソンの1回目の就任式        | 合衆国議会議事堂 下院議場                                          | ジョン・マーシャル 最高裁判所長官                                    |
| 1813年3月4日 （木曜日）   | 公開       | ジェームズ・マディソンの2回目の就任式        | 合衆国議会議事堂 下院議場                                          | ジョン・マーシャル 最高裁判所長官                                    |
| 1817年3月4日 （火曜日）   | 公開       | ジェームズ・モンローの1回目の就任式          | 旧ブリック国会議事堂 フロントステップ                              | ジョン・マーシャル 最高裁判所長官                                    |
| 1821年3月5日 （月曜日）   | 公開       | ジェームズ・モンローの2回目の就任式          | 合衆国議会議事堂 下院議場                                          | ジョン・マーシャル 最高裁判所長官                                    |
| 1825年3月4日 （金曜日）   | 公開       | ジョン・クィンシー・アダムズの就任式         | 合衆国議会議事堂 下院議場                                          | ジョン・マーシャル 最高裁判所長官                                    |
| 1829年3月4日 （水曜日）   | 公開       | アンドリュー・ジャクソンの1回目の就任式      | 合衆国議会議事堂 イーストポルティコ                                | ジョン・マーシャル 最高裁判所長官                                    |
| 1833年3月4日 （月曜日）   | 公開       | アンドリュー・ジャクソンの2回目の就任式      | 合衆国議会議事堂 下院議場                                          | ジョン・マーシャル 最高裁判所長官                                    |
| 1837年3月4日 （土曜日）   | 公開       | マーティン・ヴァン・ビューレンの就任式       | 合衆国議会議事堂 イーストポルティコ                                | ロジャー・B・トーニー 最高裁判所長官                                 |
| 1841年3月4日 （木曜日）   | 公開       | ウィリアム・ヘンリー・ハリソンの就任式       | 合衆国議会議事堂 イーストポルティコ                                | ロジャー・B・トーニー 最高裁判所長官                                 |
| 1841年4月6日 （火曜日）   | 非公開     | ジョン・タイラーの就任式                     | ワシントンD.C. ブラウンズ・インディアン・クイーン・ホテル          | ウィリアム・クランチ D.C.合衆国巡回裁判所長官                        |
| 1845年3月4日 （火曜日）   | 公開       | ジェームズ・K・ポークの就任式                | 合衆国議会議事堂 イーストポルティコ                                | ロジャー・B・トーニー 最高裁判所長官                                 |
| 1849年3月5日 （月曜日）   | 公開       | ザカリー・テイラーの就任式                   | 合衆国議会議事堂 イーストポルティコ                                | ロジャー・B・トーニー 最高裁判所長官                                 |
| 1850年7月10日 （水曜日）  | 公開       | ミラード・フィルモアの就任式                 | 合衆国議会議事堂 下院議場                                          | ウィリアム・クランチ D.C.合衆国巡回裁判所長官                        |
| 1853年3月4日 （金曜日）   | 公開       | フランクリン・ピアースの就任式               | 合衆国議会議事堂 イーストポルティコ                                | ロジャー・B・トーニー 最高裁判所長官                                 |
| 1857年3月4日 （水曜日）   | 公開       | ジェームズ・ブキャナンの就任式               | 合衆国議会議事堂 イーストポルティコ                                | ロジャー・B・トーニー 最高裁判所長官                                 |
| 1861年3月4日 （月曜日）   | 公開       | エイブラハム・リンカーンの1回目の就任式      | 合衆国議会議事堂 イーストポルティコ                                | ロジャー・B・トーニー 最高裁判所長官                                 |
| 1865年3月4日 （土曜日）   | 公開       | エイブラハム・リンカーンの2回目の就任式      | 合衆国議会議事堂 イーストポルティコ                                | サーモン・P・チェイス 最高裁判所長官                                 |
| 1865年4月15日 （土曜日）  | 非公開     | アンドリュー・ジョンソンの就任式             | ワシントンD.C. カークウッド・ハウス                                | サーモン・P・チェイス 最高裁判所長官                                 |
| 1869年3月4日 （木曜日）   | 公開       | ユリシーズ・S・グラントの1回目の就任式       | 合衆国議会議事堂 イーストポルティコ                                | サーモン・P・チェイス 最高裁判所長官                                 |
| 1873年3月4日 （火曜日）   | 公開       | ユリシーズ・S・グラントの2回目の就任式       | 合衆国議会議事堂 イーストポルティコ                                | サーモン・P・チェイス 最高裁判所長官                                 |
| 1877年3月3日 (土曜日）    | 非公開     | ラザフォード・B・ヘイズの就任式              | ホワイトハウス レッドルーム                                        | モリソン・ワイト 最高裁判所長官                                      |
| 1877年3月5日 （月曜日）   | 公開       | ラザフォード・B・ヘイズの就任式              | 合衆国議会議事堂 イーストポルティコ                                | モリソン・ワイト 最高裁判所長官                                      |
| 1881年3月4日 （金曜日）   | 公開       | ジェームズ・A・ガーフィールド大統領就任式    | 合衆国議会議事堂 イーストポルティコ                                | モリソン・ワイト 最高裁判所長官                                      |
| 1881年9月20日 （火曜日）  | 非公開     | チェスター・A・アーサーの就任式              | ニューヨーク州ニューヨーク チェスター・A・アーサー邸               | ジョン・R・ブレディ ニューヨーク州最高裁判所判事                     |
| 1881年9月22日 （木曜日）  | 公開       | チェスター・A・アーサーの就任式              | 合衆国議会議事堂 副大統領室                                        | モリソン・ワイト 最高裁判所長官                                      |
| 1885年3月4日 （水曜日）   | 公開       | グロバー・クリーブランドの1回目の就任式      | 合衆国議会議事堂 イーストポルティコ                                | モリソン・ワイト 最高裁判所長官                                      |
| 1889年3月4日 （月曜日）   | 公開       | ベンジャミン・ハリソンの就任式               | 合衆国議会議事堂 イーストポルティコ                                | メルヴィル・フラー 最高裁判所長官                                    |
| 1893年3月4日 （土曜日）   | 公開       | グロバー・クリーブランドの2回目の就任式      | 合衆国議会議事堂 イーストポルティコ                                | メルヴィル・フラー 最高裁判所長官                                    |
| 1897年3月4日 （木曜日）   | 公開       | ウィリアム・マッキンリーの1回目の就任式      | 合衆国議会議事堂 旧上院議場翼正面                                  | メルヴィル・フラー 最高裁判所長官                                    |
| 1901年3月4日 （月曜日）   | 公開       | ウィリアム・マッキンリーの2回目の就任式      | 合衆国議会議事堂 イーストポルティコ                                | メルヴィル・フラー 最高裁判所長官                                    |
| 1901年9月14日 （土曜日）  | 非公開     | セオドア・ルーズベルトの1回目の就任式        | ニューヨーク州バッファロー アンスリー・ウィルコックス邸            | ジョン・R・ヘイゼル ニューヨーク州西部地区連邦地方裁判所判事         |
| 1905年3月4日 （土曜日）   | 公開       | セオドア・ルーズベルトの2回目の就任式        | 合衆国議会議事堂 イーストポルティコ                                | メルヴィル・フラー 最高裁判所長官                                    |
| 1909年3月4日 （木曜日）   | 公開       | ウィリアム・ハワード・タフトの就任式         | 合衆国議会議事堂 上院議場                                          | メルヴィル・フラー 最高裁判所長官                                    |
| 1913年3月4日 （火曜日）   | 公開       | ウッドロウ・ウィルソンの1回目の就任式        | 合衆国議会議事堂 イーストポルティコ                                | エドワード・D・ホワイト 最高裁判所長官                               |
| 1917年3月4日 （日曜日）   | 非公開     | ウッドロウ・ウィルソンの2回目の就任式        | 合衆国議事堂 大統領室                                              | エドワード・D・ホワイト 最高裁判所長官                               |
| 1917年3月5日 （月曜日）   | 公開       | ウッドロウ・ウィルソンの2回目の就任式        | 合衆国議会議事堂 イーストポルティコ                                | エドワード・D・ホワイト 最高裁判所長官                               |
| 1921年3月4日 （金曜日）   | 公開       | ウォレン・G・ハーディング大統領就任式        | 合衆国議会議事堂 イーストポルティコ                                | エドワード・D・ホワイト 最高裁判所長官                               |
| 1923年8月3日 （金曜日）   | 非公開     | カルビン・クーリッジの1回目の就任式          | バーモント州プリマス・ノッチ クーリッジ・ホームステッド            | ジョン・カルビン・クーリッジ・シニア バーモント州治安判事            |
| 1923年8月21日 （火曜日）  | 非公開     | カルビン・クーリッジの1回目の就任式          | ワシントンD.C. ウィラード・ホテル                                  | アドルフ・A・ヘーリング・ジュニア コロンビア特別区連邦地方裁判所判事 |
| 1925年3月4日 （水曜日）   | 公開       | カルビン・クーリッジの2回目の就任式          | 合衆国議会議事堂 イーストポルティコ                                | ウィリアム・H・タフト 最高裁判所長官                                 |
| 1929年3月4日 （月曜日）   | 公開       | ハーバート・フーヴァーの就任式               | 合衆国議会議事堂 イーストポルティコ                                | ウィリアム・H・タフト 最高裁判所長官                                 |
| 1933年3月4日 （土曜日）   | 公開       | フランクリン・D・ルーズベルトの1回目の就任式 | 合衆国議会議事堂 イーストポルティコ                                | チャールズ・E・ヒューズ 最高裁判所長官                               |
| 1937年1月20日 （水曜日）  | 公開       | フランクリン・D・ルーズベルトの2回目の就任式 | 合衆国議会議事堂 イーストポルティコ                                | チャールズ・E・ヒューズ 最高裁判所長官                               |
| 1941年1月20日 （月曜日）  | 公開       | フランクリン・D・ルーズベルトの3回目の就任式 | 合衆国議会議事堂 イーストポルティコ                                | チャールズ・E・ヒューズ 最高裁判所長官                               |
| 1945年1月20日 （土曜日）  | 公開       | フランクリン・D・ルーズベルトの4回目の就任式 | ホワイトハウス サウス・ポルティコ                                  | ハーラン・F・ストーン 最高裁判所長官                                 |
| 1945年4月12日 （木曜日）  | 非公開     | ハリー・S・トルーマンの1回目の就任式         | ホワイトハウス 閣議室                                              | ハーラン・F・ストーン 最高裁判所長官                                 |
| 1949年1月20日 （木曜日）  | 公開       | ハリー・S・トルーマンの2回目の就任式         | 合衆国議会議事堂 イーストポルティコ                                | フレデリック・M・ヴィンソン 最高裁判所長官                           |
| 1953年1月20日 （火曜日）  | 公開       | ドワイト・D・アイゼンハワーの1回目の就任式   | 合衆国議会議事堂 イーストポルティコ                                | フレデリック・M・ヴィンソン 最高裁判所長官                           |
| 1957年1月20日 （日曜日）  | 非公開     | ドワイト・D・アイゼンハワーの2回目の就任式   | ホワイトハウス イーストルーム                                      | アール・ウォーレン 最高裁判所長官                                    |
| 1957年1月21日 （月曜日）  | 公開       | ドワイト・D・アイゼンハワーの2回目の就任式   | 合衆国議会議事堂 イーストポルティコ                                | アール・ウォーレン 最高裁判所長官                                    |
| 1961年1月20日 （金曜日）  | 公開       | ジョン・F・ケネディの就任式                  | 合衆国議会議事堂 イーストポルティコ                                | アール・ウォーレン 最高裁判所長官                                    |
| 1963年11月22日 （金曜日） | 非公開     | リンドン・B・ジョンソンの1回目の就任式       | テキサス州ダラス ダラス・ラブフィールド空港 エアフォースワン       | サラ・T・ヒューズ テキサス州北部地区連邦地方裁判所判事               |
| 1965年1月20日 （水曜日）  | 公開       | リンドン・B・ジョンソンの2回目の就任式       | 合衆国議会議事堂 イーストポルティコ                                | アール・ウォーレン 最高裁判所長官                                    |
| 1969年1月20日 （月曜日）  | 公開       | リチャード・ニクソンの1回目の就任式          | 合衆国議会議事堂 イーストポルティコ                                | アール・ウォーレン 最高裁判所長官                                    |
| 1973年1月20日 （土曜日）  | 公開       | リチャード・ニクソンの2回目の就任式          | 合衆国議会議事堂 イーストポルティコ                                | ウォーレン・E・バーガー 最高裁判所長官                               |
| 1974年8月9日 （金曜日）   | 公開       | ジェラルド・フォードの就任式                 | ホワイトハウス イーストルーム                                      | ウォーレン・E・バーガー 最高裁判所長官                               |
| 1977年1月20日 （木曜日）  | 公開       | ジミー・カーターの就任式                     | 合衆国議会議事堂 イーストポルティコ                                | ウォーレン・E・バーガー 最高裁判所長官                               |
| 1981年1月20日 （火曜日）  | 公開       | ロナルド・レーガンの1回目の就任式            | 合衆国議会議事堂 ウェストフロント                                  | ウォーレン・E・バーガー 最高裁判所長官                               |
| 1985年1月20日 （日曜日）  | 非公開     | ロナルド・レーガンの2回目の就任式            | ホワイトハウス エントランスホール                                  | ウォーレン・E・バーガー 最高裁判所長官                               |
| 1985年1月21日 （月曜日）  | 公開       | ロナルド・レーガンの2回目の就任式            | 合衆国議会議事堂 ロタンダ                                          | ウォーレン・E・バーガー 最高裁判所長官                               |
| 1989年1月20日 （金曜日）  | 公開       | ジョージ・H・W・ブッシュの就任式             | 合衆国議会議事堂 ウェストフロント                                  | ウィリアム・レンキスト 最高裁判所長官                                |
| 1993年1月20日 （水曜日）  | 公開       | ビル・クリントンの1回目の就任式              | 合衆国議会議事堂 ウェストフロント                                  | ウィリアム・レンキスト 最高裁判所長官                                |
| 1997年1月20日 （月曜日）  | 公開       | ビル・クリントンの2回目の就任式              | 合衆国議会議事堂 ウェストフロント                                  | ウィリアム・レンキスト 最高裁判所長官                                |
| 2001年1月20日 （土曜日）  | 公開       | ジョージ・W・ブッシュの1回目の就任式         | 合衆国議会議事堂 ウェストフロント                                  | ウィリアム・レンキスト 最高裁判所長官                                |
| 2005年1月20日 （木曜日）  | 公開       | ジョージ・W・ブッシュの2回目の就任式         | 合衆国議会議事堂 ウェストフロント                                  | ウィリアム・レンキスト 最高裁判所長官                                |
| 2009年1月20日 （火曜日）  | 公開       | バラク・オバマの1回目の就任式                | 合衆国議会議事堂 ウェストフロント                                  | ジョン・ロバーツ 最高裁判所長官                                      |
| 2009年1月21日 （水曜日）  | 非公開     | バラク・オバマの1回目の就任式                | ホワイトハウス マップルーム                                        | ジョン・ロバーツ 最高裁判所長官                                      |
| 2013年1月20日 （日曜日）  | 非公開     | バラク・オバマの2回目の就任式                | ホワイトハウス ブルールーム                                        | ジョン・ロバーツ 最高裁判所長官                                      |
| 2013年1月21日 （月曜日）  | 公開       | バラク・オバマの2回目の就任式                | 合衆国議会議事堂 ウェストフロント                                  | ジョン・ロバーツ 最高裁判所長官                                      |
| 2017年1月20日 （金曜日）  | 公開       | ドナルド・トランプの就任式                   | 合衆国議会議事堂 ウェストフロント                                  | ジョン・ロバーツ 最高裁判所長官                                      |
| 2021年1月20日 （水曜日）  | 公開       | ジョー・バイデンの就任式                     | 合衆国議会議事堂 ウェストフロント                                  | ジョン・ロバーツ 最高裁判所長官                                      |
| 2025年1月20日 （月曜日）  | 公開       | ドナルド・トランプの2回目の就任式            | 合衆国議会議事堂 ロタンダ                                          | ジョン・ロバーツ 最高裁判所長官                                      |
| 日付                      | 公開の有無 | 出来事                                       | 場所                                                               | 宣誓した相手                                                         |